# Receptor metabotròpic
Els receptors metabotròpics, també anomenats GPCR (de l'anglès G-protein coupled receptors), 7TM, receptors serpentina o receptors helicoïdals, són un tipus de receptors de neurotransmissors (i altres transmissors o molècules senyal diversos, com fotons, olors, gustos, feromones i hormones, que poden variar en mida) localitzats a la membrana plasmàtica de cèl·lules eucariotes (inclosos els llevats, els coanoflagel·lats i els animals) que actuen fent ús d'un o més missatgers secundaris, és a dir, depenen d'un o més passos metabòlics. La principal característica d'aquest tipus de receptors, que estan associats a proteïnes G (proteïnes de fixació de GTP), és que no tenen un canal iònic pertanyent a la seva estructura.
La funció dels receptors de membrana és transferir informació des de l'entorn fins a l'interior d'una cèl·lula i també entre cèl·lules, atès que la majoria de les molècules senyal són massa grans i polars com per passar a través de la membrana cel·lular o a través de transportadors. Tenint en compte les seves característiques estructurals i funcionals, els receptors de neurotransmissors es poden classificar en dues grans categories: els receptors ionotròpics i els receptors metabotròpics. Els receptors ionotròpics, també anomenats canals iònics amb porta de lligand, estan constituïts per un canal iònic. Per contra, els receptors metabotròpics estan indirectament associats a canals iònics de la membrana plasmàtica a través de mecanismes de transducció de senyals, normalment proteïnes G. Conseqüentment, els receptors acoblats a aquestes proteïnes són metabotròpics.
D'entre el gran grup de receptors acoblats a proteïnes G, es coneix el lligand concret que és rebut en 200 d'ells. Això prova la importància en recerca mèdica que tenen aquestes estructures i el motiu pel qual són un punt d'actuació per aproximadament un 40 per cent dels fàrmacs (o més del 50 per cent si no es tenen en compte els antibiòtics).
El primer receptor metabotròpic que va ser cristal·litzat i identificat va ser la rodopsina. Després de la delimitació completa del genoma humà, va ser possible identificar més de 800 seqüències de GPCR humanes i analitzar paral·lelament 342 seqüències de GPCR humanes no olfactòries i funcionals amb anàlisis filogenètiques.

## Estructura i localització
Els receptors metabotròpics són proteïnes majoritàriament monomèriques de membrana, concretament proteïnes integrals transmembranoses. Tot i així, també trobem exemples concrets, com els receptors de GABAB, que requereixen l'heterodimerització per funcionar correctament. La seva mida oscil·la entre els 415 i 480 residus (aminoàcids), és a dir, tenen un pes molecular d'uns 45650 a 52800 Da. Generalment es troben a la membrana plasmàtica o a la membrana d'una vesícula. A les neurones, els podem trobar al soma, les dendrites o l'axó, on exerceixen una funció moduladora de l'activitat glial. L'estructura d'aquests receptors és variable, ja que n'hi ha molts tipus, però tots tenen característiques comunes:

### Domini extracel·lular
El domini extracel·lular d'aquests receptors està constituït per l'extrem N-terminal de la proteïna i tres loops extracel·lulars que uneixen els diferents segments transmembrana. Aquest domini pot estar glicosilat, i està format per bucles que contenen dos residus de cisteïna molt ben conservats que formen ponts disulfur, estabilitzant l'estructura del receptor.

### Dominis transmembrana

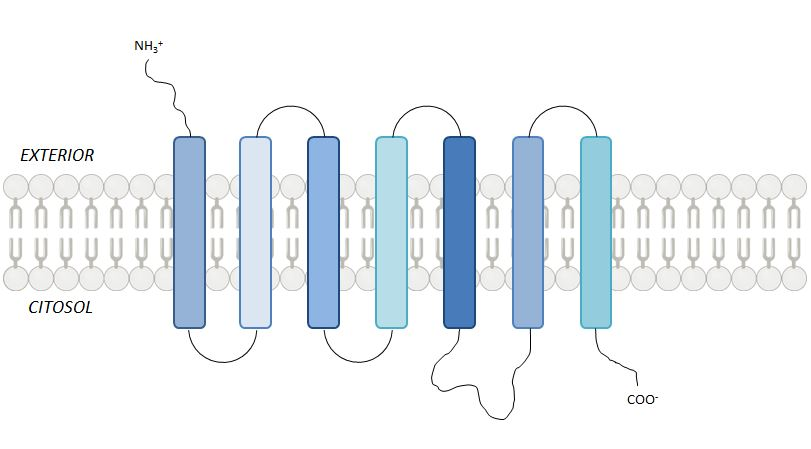
Estructura general dels GPCR Extrem amino extracel·lular, 7 hèlixs transmembrana i extrem carboxil intracel·lular, amb 3 loops externs i 3 loops citosòlics

El domini transmembrana (TMD, de l'anglès transmembrane domain) de la immensa majoria de receptors metabotròpics és heptahelical, és a dir, està constituït per 7 subdominis transmembrana conservats (posseeixen una homologia de seqüència compartida i detectable) de forma alfa-helicoïdal (per això aquests receptors també es coneixen com a receptors 7TM). El TMD és hidrofòbic, i és l'encarregat de fixar el receptor a la membrana plasmàtica.

### Domini intracel·lular
El domini intracel·lular (o citosòlic) és l'encarregat de la transducció del senyal i és on trobem l'extrem C-terminal de la proteïna, juntament amb tres loops citosòlics que uneixen les diferents hèlixs transmembranoses. És la part del receptor (concretament el tercer loop) on es produeix la interacció amb les proteïnes G i que, per tant, permet activar les cascades de senyalització intracel·lulars un cop s'ha unit el lligand.
A més, aquest domini té molts residus de serina i treonina que es poden fosforilar, impossibilitant l'acoblament de les proteïnes G i provocant, així, una modificació en l'activitat del receptor.

## Unió lligand-receptor
Les 7 hèlixs dels receptors metabotròpics constitueixen un nucli compacte (no formen un canal, com succeeix en els receptors ionotròpics), i la unió del lligand és reversible. Hi ha diverses possibilitats d'unió receptor-lligand, fet que serà important a l'hora de dissenyar fàrmacs:
- Unió del lligand a unes butxaques presents als dominis hidrofòbics transmembrana del receptor. Hi ha d'haver una obertura de les hèlixs per tal que el lligand pugui arribar a les zones més internes. Les monoamines (adrenalina, serotonina, dopamina) presenten receptors d'aquest estil.
- Unió amb un domini mixt, que reconeix parts del domini transmembrana i de l'extracel·lular, com és el cas dels pèptids. Una butxaca més superficial, formada al centre de les 7 hèlixs-alfa, conté diferents aminoàcids específics (com l'aspartat, la serina o la fenilalanina) que seran els encarregats d'establir els enllaços d'unió amb el lligand.[2]
- Unió del lligand a dominis extracel·lulars, típicament al primer domini (N-terminal). Lligands com les glicoproteïnes, el glutamat, el GABA o el Ca2+ presenten aquest tipus d'unió. En els receptors de classe C, aquest lloc d'unió és conegut com a Venus flytrap domain (VFD). El VFD té dos lòbuls diferenciats i està compost d'uns 600 aminoàcids, i dins de la seva cavitat integra una petita butxaca molt selectiva d'unió al glutamat, que interacciona amb els grups α-carboxil i α-amino d'aquest.[8]

Un cas especial és l'activació per proteòlisi. El receptor no activat presenta un domini extracel·lular que, quan és tallat per una proteasa, es desplaça i fa de lligand amb el receptor, activant- lo. El lligand és part del receptor, però el senyal que en desencadena l'activació és la proteasa extracel·lular: en condicions normals, el domini activador no es pot unir al receptor, per la qual cosa aquest es troba inactiu. El sistema s'activa a partir d'un canvi de conformació (proteòlisi), de manera que llavors el domini sí que pot interaccionar i activar el receptor. Aquests receptors són d'un únic ús (només poden ser activats una vegada).

## Classificació
Els GPCRs formen una superfamília gran i diversa de receptors, que els autors han classificat, per la seva homologia seqüencial i semblança funcional, en 5 famílies:
1. Classe A (tipus rodopsina). Està dividit en 19 subgrups, anomenats des d'A1 fins a A19.[11]
2. Classe B (receptors de secretina)
3. Classe C (receptors metabotròpics de glutamat/feromones), que comprèn quatre grups: grup I, format pels receptors sensors de calci (CaSR), els receptors de la feromona V2R, els receptors del gust T1R i el GPRC6A activat per aminoàcids; grup II, que inclou els mGluRs; grup III, que consisteix en el receptor de l'àcid γ-aminobutíric B (GABAB), i grup IV, format pel receptor orfe GPRC5.[8]
4. Classe D (receptor d'AMP cíclic)
5. Classe E (receptor de feromones d'aparellament de fongs)
6. Classe F (receptors frizzle/taste2)

S'ha proposat també un sistema de classificació alternatiu anomenat GRAFS (glutamat, rodopsina, adhesió, frizzle/taste2, secretina).

## Funció
La unió d'un lligand amb el receptor es dona de manera concreta i lleugerament diferent per cadascun dels casos. Cada lligand té una zona específica d'unió. Quan té lloc aquesta unió, els bucles citoplasmàtics i l'extrem carboxil pateixen uns canvis que acaben sent conformacionals (d'estructura terciària o quaternària, inclòs el domini extracel·lular), que reorganitzen les seves cadenes hèlix alfa i que són detectables a nivell intracel·lular. Un cop ha tingut lloc aquest canvi, es diu que el receptor ha passat a la seva forma activa. És aquí on entren en joc les proteïnes G, que s'uneixen al receptor per la seva subunitat α.

### Acoblament del receptor amb les proteïnes G
La majoria de les proteïnes G són heterotrimèriques: les tres subunitats que les conformen són les α, β i ɣ, que poden moure's gràcies a la fluïdesa de la membrana. Les proteïnes G monomèriques, en canvi, tenen una única subunitat, i es troben lliures al citosol i al nucleoplasma. La Gα forma part de la família de les NTPases amb bucle P, el qual permet la unió de la subunitat amb el nucleòtid (procés d'hidrolització). Aquestes proteïnes no són integrals, sinó que estan ancorades a la membrana per les seves subunitats α i ɣ i mitjançant estructures hidrofòbiques, de tipus àcid gras o isoprenoide. La tercera subunitat, la β, s'associa a la subunitat ɣ.
Fins al moment en què el lligand entra en contacte amb el receptor, les proteïnes G es troben en la seva forma inactiva unides per la subunitat α a un GDP. Quan es dona un moviment de les hèlix transmembrana cinquena i sisena (TM5 i TM6), es crea una cavitat a la qual podrà unir-se la subunitat Gα. La unió de la proteïna G amb el receptor provoca canvis conformacionals en la seva estructura proteica, concretament en la subunitat α. Aquests canvis permeten que es produeixi l'obertura del lloc d'unió Gα-GDP i que el GDP es canviï per una molècula de GTP provinent del citosol, mitjançant el factor intercanviador del nucleòtid de guanina (GEF, de l'anglès guanine nucleotide exchange factor). A continuació, la Gα se separa del receptor i també de les subunitats Gβɣ. Quan la subunitat Gα es troba lliure, amb GTP i amb la conformació adequada, és capaç de reconèixer la proteïna efectora i unir-s'hi, així com també ho poden fer els complexos βɣ.
Pel que fa a les proteïnes G, se'n coneixen molts subtipus d'unitats α, β i ɣ. De les subunitats Gα, que són les que realment defineixen les funcions de les proteïnes G, se’n distingeixen quatre famílies diferents: Gαs, Gαi /Gαo, Gαq/Gα11, i Gα₁₂/Gα13. Els diferents tipus dintre de cadascuna de les famílies tenen propietats molt similars així com una estructura gairebé igual.
Majoritàriament, els receptors tenen la capacitat d'activar més d'un subtipus proteic de Gα. L'activació d'una proteïna G acoblada fa que el receptor activi diverses cascades de transducció de senyal a través de subgrups Gα i Gβɣ. Quan el subtipus activat depèn del lligand acoblat al receptor, aquest fenomen es denomina selectivitat funcional. Les respostes cel·lular i biològica que s'esdevenen posteriorment activen uns determinats receptors que comporten uns efectes a nivell cel·lular similars i acostumen a activar el mateix tipus de subgrups.
No tots els receptors metabotròpics són estrictament fidels a les proteïnes G, ja que les proves creixents indiquen que poden interaccionar directament, a través del seu domini C-terminal, amb proteïnes que contenen domini PDZ (un domini estructural comú d'entre 80 i 90 aminoàcids), present en proteïnes de senyalització en bacteris, llevats, plantes, virus i animals. Aquestes proteïnes organitzen els receptors NMDA i alguns canals K+ mentre que els seus dominis PDZ generalment uneixen 3-4 trams d'aminoàcids de seqüències C-terminals de proteïnes diana.

### Activació de proteïnes efectores i canals
Segons el lligand, el procés que les proteïnes G duran a terme serà o bé d'estimulació (Gs) o bé d'inhibició (Gi) de les cascades de senyalització cel·lular. Les proteïnes G, un cop activades, poden seguir dues vies d'actuació diferents: d'una banda, les subunitats d'aquestes poden interaccionar directament amb els canals iònics, provocant-ne l'apertura (via curta); d'altra banda, aquesta activació pot provocar la interacció de les proteïnes G amb una altra proteïna efectora, normalment un enzim, sent aquest el que enviï el senyal (un missatger secundari) que finalment moduli els canals iònics, obrint-los o tancant-los. Aquesta darrera via es coneix com a cascada de segons missatgers. Segueixin la via que segueixin, el procés conclou amb l'obertura (o tancament) del canal iònic, permetent el flux d'ions a través de la membrana cap a l'interior de la cèl·lula (o impedint-ne l'entrada).

#### Via curta
Aquesta via de funcionament també s'anomena via delimitada per la membrana, atès que tots els canals que es veuen influenciats per les proteïnes G es troben a una distància propera (això provoca que la proteïna G es mantingui a prop de la membrana per fer la seva funció, tot i tenir facilitat per moure's per la resta de la cèl·lula). Pel fet que no depèn de missatgers intracel·lulars, és el més ràpid de tots els sistemes associats a proteïnes G. Les respostes tenen lloc entre 30 i 100ms després de produir-se la unió lligand-receptor.

#### Cascades de segons missatgers
Entre els segons missatgers d'especial importància es troben l'AMP cíclic (cAMP o adenosina monofosfat cíclic), el GMP cíclic (cGMP o guanosina monofosfat cíclic), l'ió Ca2+, l'Inositol 1,4,5-trifosfat (IP₃) i el diacilglicerol (DAG). S'entenen per missatgers secundaris totes aquelles molècules la presència de les quals indueix una determinada sèrie de reaccions bioquímiques posterior.
L'ús de missatgers secundaris comporta diverses conseqüències: la primera és que, sovint, tenen llibertat per transferir el senyal cap a altres compartiments de la cèl·lula, com el nucli, on poden influir sobre l'expressió gènica i altres processos; una altra conseqüència és que el senyal es pot amplificar considerablement a causa de la generació de segons missatgers. Cada complex receptor-lligand pot provocar la generació de molts segons missatgers dins la cèl·lula. Així, una baixa concentració del senyal a l'entorn, fins i tot tan petita com una única molècula, pot produir un gran senyal intracel·lular i una resposta intensa.
Els enzims que són activats per l'acoblament d'un lligand a un receptor metabotròpic quan hi ha una cascada de missatgers secundaris són, principalment, l'adenilat ciclasa i la fosfolipasa C. La interacció de la subunitat Gα amb cadascun d'aquests enzims pot ser diferent en funció de quina subunitat proteica actuï.
En el cas que s'activi l'adenilat ciclasa, aquesta catalitzarà la producció de cAMP a partir de l'ATP que, al seu torn, activarà altres enzims intracel·lulars com les quinases cAMP dependents.
Respecte les Fosfolipases C, són uns enzims que catalitzen la dissociació dels fosfatidilinositol 4,5-difosfat (lípids de membrana) a les formes de DAG i IP₃. Aquestes dues formes activaran proteïnes quinases (PKC), en el cas del DAG, o augmentaran la concentració d'ions calci (Ca2+) presents al citosol, en el cas de l'IP3. Aquests ions Ca2+, en tant que són missatgers secundaris, activen les PKC i les proteïnes fosfatases.

### Finalització de la ruta de senyalització
La finalitat de la ruta de senyalització consisteix en activar o inhibir les bombes, enzims o factors de transcripció gènica que controlen directament certes rutes metabòliques, l'activació de gens o processos com la transmissió de l'impuls nerviós.
La finalització de les rutes de senyalització mediades per proteïnes G té lloc en el moment en què el lligand es dissocia del receptor. Aquest fenomen s'explica perquè, quan la subunitat Gα se separa del receptor metabotròpic per activar una proteïna efectora, es condiciona l'afinitat del receptor amb el lligand. Quan es perd l'afinitat, el lligand deixa d'estar acoblat al receptor i, per tant, es veu impedida la unió de la proteïna G. Sense aquesta finalització, les cèl·lules perdrien la seva capacitat de resposta davant nous senyals. A més, els processos de senyalització que no aconsegueixen finalitzar de manera adequada poden donar lloc a un creixement cel·lular incontrolat i, possiblement, a un càncer.

Les proteïnes són capaces d'hidrolitzar novament, de manera espontània, el GTP, desfosforilant-lo i transformant-lo en GDP. Aquest canvi de conformació de la subunitat Gα permet que es pugui unir de nou amb les subunitats Gβɣ i, conseqüentment, s'aturi la transducció del senyal per part de la proteïna efectora. El sistema es recomposa i el cicle pot tornar a començar.

Funcionament bàsic i simplificat dels receptors metabotròpics El lligand s'uneix al receptor. La proteïna G, estimulada pel receptor activat, intercanvia el GDP per GTP i, a continuació, la subunitat alfa es dissocia i s'uneix a l'enzim pròxim, alterant-ne la seva activitat. Aquest enzim genera un segon missatger (al dibuix, les petites creus blaves) que afectarà un canal iònic (diana) i en provocarà l'apertura, permetent l'entrada de ions.

Els receptors metabotròpics, tot i actuar de manera similar, presenten una gran varietat en els seus lligands. No només són responsables de la detecció de neurotransmissors (des de petits aminoàcids fins a llargues cadenes polipeptídiques), sinó que també s'encarreguen de la recepció sensorial de la llum (on el lligand és un fotó), i de la detecció d'alguns gustos i olors.

### Desensibilització del receptor
El funcionament d'un receptor metabotròpic es pot veure alterat en el moment en què perd afinitat pel lligand que l'activa. Aquest fet pot donar-se principalment en dues situacions: es pot produir un procés d'endocitosi del receptor (acompanyat d'un procés de degradació als lisosomes) que, per tant, implicarà que aquest ja no es trobi a la membrana, tot impossibilitant que s'hi acoblin tant un lligand com una proteïna G (aquesta manera de dessensibilització té un efecte més perllongat); l'altre via consisteix en la fosforilació del receptor que n'impossibilita l'acoblament de les proteïnes G.
Aquest darrer procés de dessensibilització el duen a terme principalment tres tipus de proteïnes: segons missatgers dependents de proteïnes quinases, GRKs (Quinases de Receptors Acoblats a Proteïnes G, en anglès G Protein-Coupled Receptor Kinases) o β-Arrestines.

### Funcions fisiològiques
Els GPCR intervenen en molts processos fisiològic. Alguns dels seus papers són:
- El sentit de la vista (reacció de fotoisomerització de la rodopsina), del gust (els GPCR de cèl·lules gustatives medien l'alliberament de gustducina[21] en resposta a substàncies amargues o dolces) i de l'olfacte (receptors de l'epiteli olfactori).
- La regulació de l'activitat del sistema immunitari i la inflamació (els receptors de quimiocines s'uneixen a lligands que medien la comunicació intercel·lular entre cèl·lules del sistema immune; receptors com els receptors d'histamina s'uneixen a mediadors inflamatoris i involucren cèl·lules diana a la resposta inflamatòria).
- La transmissió al sistema nerviós autònom (tant el sistema nerviós simpàtic com el parasimpàtic estan regulats per vies GPCR, responsables del control de moltes funcions automàtiques del cos com la pressió arterial, la freqüència cardíaca i els processos digestius)
- La modulació de l'homeòstasi[22][23] (per exemple, balanç hídric).

## Diferències bàsiques amb els receptors ionotròpics
Els receptors ionotròpics i metabotròpics, tot i pertànyer a la mateixa família de receptors de superfície cel·lular, presenten certes diferències a nivell estructural i funcional:  

### Estructura
El receptors ionotròpics són proteïnes transmembranals amb una part hidrofòbica (es troba en contacte amb la doble membrana lipídica) i una part hidrofílica que consisteix en un canal que es pot obrir o tancar gràcies a l'acoblament d'un transmissor (lligand), i que permet el pas de diferents ions.
Els receptors metabotròpics són també proteïnes de membrana que envien informació a la cèl·lula a partir de l'acoblament d'un lligand, però en comptes d'obrir directament un canal de pas d'ions, ho fan de manera indirecta activant el funcionament d'un segon missatger intracel·lular.  

### Funció
Els receptors ionotròpics actuen com a receptors cel·lulars quan l'intercanvi entre la cèl·lula i l'exterior és de curt termini o instantani (dura desenes de mil·lisegons, o menys); el seu funcionament és de tipus ON/OFF, és a dir, el canal pel qual passen els ions s'obre o es tanca de manera directa quan s'acobla un transmissor (majoritàriament neurotransmissor) a la membrana. Aquest intercanvi d'ions entre el medi i la cèl·lula té com a reacció una acció local i concreta de la cèl·lula. Un exemple pot ser el cas de la contracció muscular, ja que el missatge que el cervell envia a les cèl·lules musculars ha de tenir una execució immediata. Depenent del tipus d'ions que entren o s'intercanvien, es pot parlar d'excitació (introducció a la cèl·lula d'ions Na+ o Ca2+) o d'inhibició (introducció a la cèl·lula de Cl- o expulsió de K+) de l'activitat cel·lular.
Els receptors metabotròpics no s'encarreguen directament de cap activitat cel·lular, sinó que activen sistemes secundaris que actuen de forma més lenta i gradual (des de cents de mil·lisegons fins a minuts o fins i tot hores o dies). La resposta cel·lular serà més lenta ja que és necessària la unió de múltiples proteïnes entre si de manera seqüencial per produir la resposta fisiològica final: un primer receptor afecta a altres missatgers intracel·lulars que poden tenir diferents funcions, com per exemple afectar la funcionalitat de receptors ionotròpics o modular l'activitat de proteïnes. Aquest procés té lloc quan l'acció no ha de ser instantània. Tot i que l'acció és més lenta que amb els receptor ionotròpics, l'efecte dels missatgers secundaris és major perquè aquests poden tenir diferents vessants d'actuació. Un exemple d'ús d'un receptor metabotròpic és el cas dels mGluR (receptors metabotròpics de glutamat) que es poden trobar al cor dels mamífers i que s'encarreguen de regular el ritme cardíac d'aquest (l'augment i disminució no és instantània com en el cas dels ionotròpics, sinó que és gradual).
És important senyalar que un lligand donat pot activar tant receptors ionotròpics com metabotròpics. Per exemple, un neurotransmissor, que pot ser captat per receptors ionotròpics o metabotròpics introduïts a la membrana plasmàtica de les cèl·lules postsinàptiques, pot produir potencials ràpids i lents en la mateixa sinapsi.

## Exemples
Alguns exemples de receptors metabotròpics són:
- Receptors de serotonina (5-HT): 5-HT1A, 5-HT1B, 5-HT1D, 5-HT1E, 5-HT2A, 5-HT2B, 5-HT₄, 5-HT5A
- Receptors d'ATP: P2Y₂, P2Y11, P2T, P2U
- Receptors de neuroquinina
- Receptors de dopamina
- Receptors de factors alliberadors de corticotropina
- Receptors de glutamat (Glu): mGluR1-8
- Receptors de GABAB: GABAB1, GABAB2

### Receptors de GABAB
Els receptors de GABAA i GABAC són ionotròpics, GABAB és metabotròpic. Els receptors metabotròpics de GABAB estan distribuïts de forma àmplia a l'encèfal. Són inhibidors - sovint això es deu al fet que activen els canals de K+. El GABAB també bloqueja els canals del Ca2+, la qual cosa hiperpolaritza les cèl·lules sinàptiques.

### Receptors de glutamat

Model de l'estructura terciària del receptor metabotròpic de glutamat de tipus 5 (mGluR5)

Els receptors de glutamat poden ser ionotròpics o metabotròpics. Els metabotròpics (mGluR de l'anglès metabotropic glutamate receptor), pertanyen als GPCR de tipus C. A excepció del GPRC5, tots els membres d'aquesta família estan caracteritzats per un domini extracel·lular N-terminal gran, també conegut com el domini Venus flytrap (VFD), un domini transmembrana heptahelical prototipat (TMD) i un domini intracel·lular C-terminal molt variable.
El VFD té un paper crucial en la unió del lligand (glutamat), en la modulació exògena i en la dimerització del receptor constitutiu.
Es creu que els dominis transmembrana contenen llocs d'unió per a diversos moduladors al·lostèrics de mGluR.
Els diversos dominis citoplasmàtics del terminal C de mGluR contenen llocs d'unió per a diverses proteïnes intracel·lulars, llocs per a la modificació posttraduccional.
Fins ara, s'han identificat 8 tipus de mGluRs, que han estat clonats i anomenats de mGluR1 a mGluR8, que es poden separar a la vegada en 3 subgrups segons la naturalesa de la senyalització i les seves utilitats farmacològiques: grup I que consisteix en els receptors mGluR1 i mGluR5, i es troben principalment a les membranes post-sinàptiques; grup II, que comprèn els receptors mGluR2 i mGluR3 i es troben principalment a les membranes pre-sinàptiques, i el grup III, al qual pertanyen els receptors mGluR4, mGluR6, mGluR7 i mGluR8, i es troben principalment a les membranes presinàptiques.
L'estudi del receptor de glutamat ha guanyat interès durant els últims anys, ja que la seva alteració podria ser indispensable per la formació de certes malalties neuronals.

## Conseqüències d'anomalies en els receptors metabotròpics
Mutacions en els gens codificadors de receptors metabotròpics tenen una implicació destacable en certes patologies cerebrals, ja que el seu funcionament és clau per la correcta neurotransmissió de molècules. A continuació es citen exemples de receptors anòmals i les malalties que se'n deriven:
- Receptors de dopamina: Una vegada les molècules de dopamina s'uneixen als receptors metabotròpics, aquests poden tenir dues vies d'actuació: l'obertura de canals iònics que afavoreixen el transport de potassi (K+), o la formació d'AMP de forma cíclica. En ambdós casos, es produeixen variacions de l'estat anímic, per la qual cosa una mutació en el gen que codifica aquest receptor (DRD2, per exemple, que codifica el receptor de la dopamina 2) pot provocar patologies cerebrals com els trastorns d'estat d'ànim o l'esquizofrènia (els nivells anòmals de dopamina són una de les bases del desenvolupament d'aquesta malaltia). En el cas de l'esquizofrènia, aquesta és causada per un excés de dopamina o una hipersensibilitat en els receptors metabotròpics en la via mesolímbica, que causen els efectes positius de la psicosi (al·lucinacions, deliris...). Per altra banda, també pot haver afectacions en la via mesocortical, producte de la falta de dopamina, i que produeixen els efectes negatius i cognitius.[28]
- Receptors de glutamat:[29] Dins de la gran varietat de receptors de glutamat, alguns poden presentar anomalies (degudes a mutacions dels gens que les codifiquen) que poden causar patologies com l'esquizofrènia,[27][30] o en el cas de mutacions en el gen GRM6 (que codifica la mGluR6), pot causar ceguesa nocturna, una patologia basada en la pèrdua de visió nocturna a causa de defectes en els fotoreceptors de les cèl·lules bipolars de la retina.[31]
- Receptors de serotonina: El receptor de serotonina 5HT-2A té un paper molt important en la memòria i en el desenvolupament cognitiu; el seu nombre, afinitat amb lligands i funció són indispensables. Les mutacions del gen que codifica aquests receptors (HTR-2A) pot causar-ne un excés al còrtex frontal (tret distintiu dels malalts amb esquizofrènia) o una disminució de l'afinitat receptor-lligand (cas de la depressió).[32]
- Receptors de GABAb: L'aminoàcid GABA és un important neurotransmissor que pot activar tant canals ionotròpics (GABAa i GABAc) com metabotròpics (GABAb). S'ha demostrat que les anomalies en les vies sinàptiques regulades per GABAb poden causar patologies cerebrals com l'ansietat, l'epilèpsia o la malaltia d'Alzheimer;[33] en aquest últim cas, l'ús de medicaments dirigits cap als receptors de GABAb mostren millores en l'atenció, memòria i capacitats cognitives dels animals models.[34]